# Mátyás Tajti
Mátyás Tajti (Budapest, 2 giugno 1998) è un calciatore ungherese, centrocampista dell'Újpest.

## Caratteristiche tecniche
È un centrocampista centrale.

## Carriera

### Club
Ha esordito fra i professionisti il 28 luglio 2018 disputando con il Diósgyőr l'incontro di Nemzeti Bajnokság I pareggiato 1-1 contro la Puskás Akadémia.

### Nazionale
Ha giocato nelle nazionali giovanili ungheresi Under-17, Under-19 ed Under-21.

## Statistiche
Statistiche aggiornate al 15 aprile 2019.

### Presenze e reti nei club
| Stagione        | Squadra         | Campionato      | Campionato | Campionato | Coppe nazionali | Coppe nazionali | Coppe nazionali | Coppe continentali | Coppe continentali | Coppe continentali | Altre coppe | Altre coppe | Altre coppe | Totale | Totale | Totale |
| Stagione        | Squadra         | Comp            | Pres       | Reti       | Comp            | Pres            | Reti            | Comp               | Pres               | Reti               | Comp        | Pres        | Reti        | Pres   | Reti   |        |
| --------------- | --------------- | --------------- | ---------- | ---------- | --------------- | --------------- | --------------- | ------------------ | ------------------ | ------------------ | ----------- | ----------- | ----------- | ------ | ------ | ------ |
| 2018-2019       | Diósgyőr        | NB1             | 25         | 4          | CU              | 0               | 0               |                    | -                  | -                  |             | -           | -           | 25     | 4      |        |
| Totale carriera | Totale carriera | Totale carriera | 25         | 4          |                 | 0               | 0               |                    | -                  | -                  |             | -           | -           | 25     | 4      |        |

## Palmarès

### Club

#### Competizioni nazionali
- Coppa d'Ungheria: 1

Zalaegerszeg: 2022-2023